# مايك فيرارو
مايك فيرارو (بالإنجليزية: Mike Ferraro)‏ هو لاعب كرة قاعدة أمريكي، ولد في 18 أغسطس 1944 في كينغستون في الولايات المتحدة.

## وصلات خارجية
- مايك فيرارو على موقعبيزبول رفرنس.كوم (الدوري الرئيسي) (الإنجليزية)
- مايك فيرارو على موقعبيزبول رفرنس.كوم (الدوري الثانوي) (الإنجليزية)